# Гагат

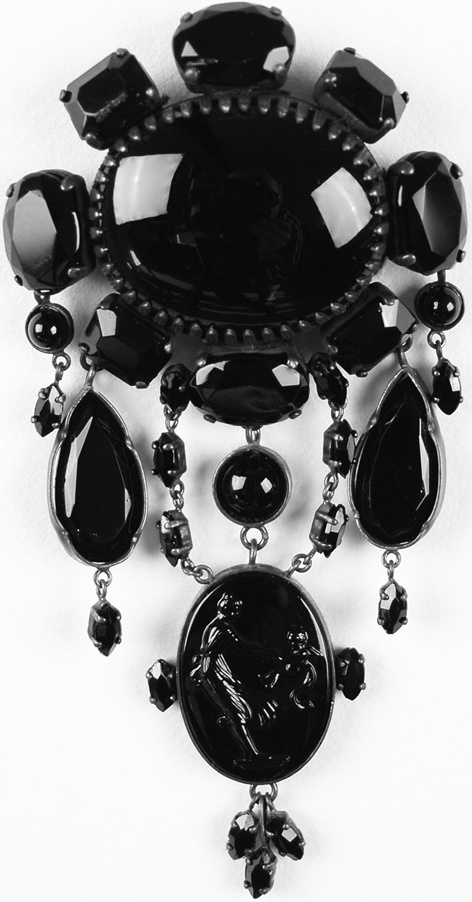
Траурная брошь из гагата (XIX век)

Гага́т (от греч. γαγάτης) — разновидность каменного угля (из группы «бурых углей»), осадочная горная порода, ископаемый уголь 2-й стадии метаморфизма (переходное звено между лигнитом и каменным углем), легко поддающийся обработке и полировке поделочный камень.
Известен также под названиями: лигнит, «чёрный янтарь», «чёрная яшма», гишер.

## Описание
Однородный, плотный, вязкий, с интенсивно-жирным смолистым блеском материал. Цвет камня чёрный или коричнево-чёрный.
Твёрдость по минералогической шкале всего 3 — 3,5.
Лёгкий по весу — плотность около 1300—1400 кг/м³.
Образование гагата связывают с преобразованием под воздействием метаморфизма древесины, погребённой в морских илах мезозойских и кайнозойских отложений. Встречается в виде отдельных скоплений, кусков и т. п., в песчаниках, мергелях, а также в пластах слабометаморфизованных каменных и бурых углей. Также распространён в тонких глинистых сланцах — битуминозные гагатсодержащие сланцы верхнелейасового возраста, распространённые на побережье близ Уитби.

## Использование
Лучшие гагаты имеют равномерную чёрную окраску, им придают прекрасную бархатистую полировку.
Гагат легко обрабатывается, хорошо полируется, приобретая красивый блеск, благодаря чему (особенно в странах Востока) широко применяется для мелких ювелирных поделок, бус, чёток и других изделий.
В викторианской Англии был популярен как материал для изготовления траурных украшений.